# Avianus

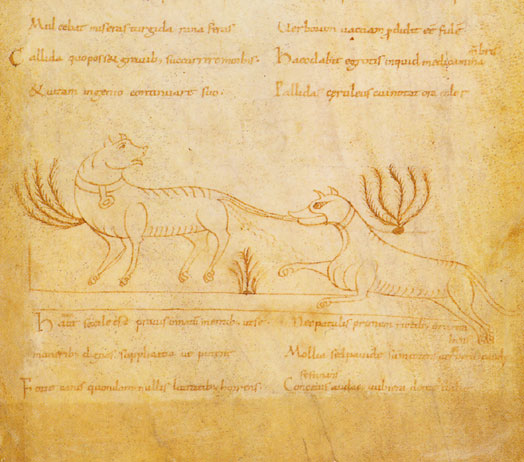
Avianus: Der Fuchs und der Hund (lat.). 10. Jahrhundert, Pergament. Bibliothèque nationale de France, Paris (BNF), Ms n. a. lat. 1332 f. 39

Avianus, kurz Avian, war ein römischer Dichter, der griechische Fabeln in lateinischen elegischen Distichen nachdichtete. Er lebte um 400 n. Chr.

## Werk
Erhalten ist ein geschlossenes Werk von 42 Fabeln, die stofflich überwiegend auf die griechische Sammlung des Babrios zurückgehen. Vorangestellt ist dem Werk eine Widmungsepistel in Prosa, in der Avianus zwar Babrios unter seinen Vorgängern erwähnt, aber angibt, dass er seine Nachdichtung anhand einer „in ungebildetem Latein“ geschriebenen Vorlage („fabulas ... rudi latinitate compositas“) verfasste. Dieses Verständnis der Selbstaussage des Dichters ist in der modernen Forschung umstritten. Er widmet sein Werk einem Theodosius, dem er überragende Bildung sowohl in der griechischen wie auch in der lateinischen Literatur zuerkennt und den man zumeist mit dem Schriftsteller Ambrosius Theodosius Macrobius, zuweilen aber auch mit einem der Kaiser namens Theodosius identifiziert hat. Dem Widmungsbrief zufolge soll das Werk den Leser unterhalten, seine Sorgen vertreiben, seinen Verstand schärfen und ihm Einsicht in die Ordnung aller lebenden Dinge vermitteln, die sich als „sententia“ aus den Handlungen der mit menschlicher Sprache und menschlichen Eigenschaften ausgestatteten Pflanzen und Tiere ergibt.

## Rezeption
Die von Äsop inspirierten fabulae Aviani poetae erlangten im Mittelalter große Popularität als Schulbuch für den elementaren Lateinunterricht und für das Grammatik- und Rhetorikstudium im Rahmen der Artes liberales. Bekannt sind 137 Handschriften, deren älteste zwei verschiedene, in den späteren Handschriften kontaminierte Texttraditionen repräsentieren. Es existieren mehrere Bearbeitungen oder Teilbearbeitungen in den Volkssprachen, so eine anglonormannische Versbearbeitung von 8 Fabeln vom Ende des 12. Jahrhunderts (Avionnet de York), eine vollständige französische Versbearbeitung des Avianus und anderer lateinischer Fabeln, die in der ersten Hälfte des 14. Jahrhunderts entstand und in ihrer zweiten Redaktion Johanna von Burgund, der Frau Philipps VI. von Frankreich, gewidmet wurde (Isopet I de Paris), ferner eine lateinische und deutsche Bearbeitung, die der Ulmer Heinrich Steinhöwel im Rahmen seiner Fabelsammlung Aesopus (1466–77) publizierte, und die ihrerseits von Julien Macho noch einmal in französischer Übersetzung gedruckt wurde (Lyon 1480, mehrfach nachgedruckt).
Von den in den fabulae Aviani poetae versammelten Fuchs-Fabeln wurden einige in der Mitte des 12. Jahrhunderts in den lateinischen Ysengrimus und auch in den von unbekannten Verfassern geschriebenen altfranzösischen Roman de Renart (zwischen ca. 1170 und 1250 entstanden) übernommen, in denen die Fabeltiere mit ihren bis heute tradierten Namen ausgestattet wurden. Als Vorlagen, unter anderem für das niederländische Epos Van den vos Reynaerde, sicherten diese Werke die europäische Überlieferung der antiken Quellen im Reineke Fuchs.

## Textausgaben und Literatur
- Michael Baldzuhn: Schulbücher im Trivium des Mittelalters und der Frühen Neuzeit. Die Verschriftlichung von Unterricht in der Text- und Überlieferungsgeschichte der ‚Fabulae‘ Avians und der deutschen ‚Disticha Catonis‘ (= Quellen und Forschungen zur Literatur- und Kulturgeschichte 44,1+2 [278,1+2]). De Gruyter, Berlin / New York 2009.
- Robinson Ellis (Hrsg.): The fables of Avianus. Clarendon Press, Oxford 1887 (Nachdruck: Olms, Hildesheim 1966; Digitalisat der Originalausgabe).
- Johannes Irmscher (Hrsg.): Antike Fabeln. Griechische Anfänge, Äsop, Fabeln in römischer Literatur, Phaedrus, Babrios, Romulus, Avian, Ignatios Diakonos. Aus dem Griechischen und Lateinischen übersetzt von Johannes Irmscher. 2. Auflage. Aufbau-Verlag, Berlin (Ost)/Weimar 1987, S. XIV, 405–436, 464–465.
- Jochem Küppers: Die Fabeln Avians. Studien zu Darstellung und Erzählweise spätantiker Fabeldichtung. Habelt, Bonn 1977.